# Syndipnomyia odyneroides
Syndipnomyia odyneroides är en tvåvingeart som beskrevs av Jennifer L. Hollis 1963. Syndipnomyia odyneroides ingår i släktet Syndipnomyia och familjen vapenflugor. Inga underarter finns listade i Catalogue of Life.